# Yua thomsonii
Yua thomsonii är en vinväxtart som först beskrevs av Laws., och fick sitt nu gällande namn av Chao Luang Li. Yua thomsonii ingår i släktet Yua och familjen vinväxter. Utöver nominatformen finns också underarten Y. t. glaucescens.